# Kenneth McAlpine
Kenneth McAlpine (* 21. September 1920 in Cobham; † 8. April 2023 in Pembury, Kent) war ein britischer Autorennfahrer.

## Karriere
Kenneth McAlpine begann seine Rennkarriere bei Berg- und Speedrennen. In den frühen 1950er-Jahren gehörte er zur Werksmannschaft von Connaught und fuhr den Formel-2-Connaught Type A bei sieben Grand-Prix-Rennen zwischen 1952 und 1955, erreichte dabei jedoch keine Weltmeisterschaftspunkte. Sein Debüt gab er am 19. Juli 1952 beim Großen Preis von Großbritannien. Seine besten Ergebnisse erzielte er bei Formel-Libre-Rennen. Bei der Glover Trophy 1954 wurde er Dritter und mit einem Connaught-Sportwagen 1955, in seiner letzten Rennsaison, Zweiter bei der British Empire Trophy.
McAlpine gehört der McAlpine-Familie an und gründete die Ingenieursfirma gleichen Namens. Seit dem Tod von André Guelfi am 28. Juni 2016 war McAlpine der älteste noch lebende Formel-1-Rennfahrer. Ihm folgte Paul Goldsmith.
Er starb im April 2023.

## Statistik

### Statistik in der Automobil-Weltmeisterschaft

#### Gesamtübersicht
| Saison | Team                  | Chassis          | Motor              | Rennen | Siege | Zweiter | Dritter | Poles | schn. Rennrunden | Punkte | WM-Pos. |
| ------ | --------------------- | ---------------- | ------------------ | ------ | ----- | ------- | ------- | ----- | ---------------- | ------ | ------- |
| 1952   | Connaught Engineering | Connaught Type A | Lea-Francis 2.0 L4 | 2      | −     | −       | −       | −     | −                | −      | NC      |
| 1953   | Connaught Engineering | Connaught Type A | Lea-Francis 2.0 L4 | 4      | −     | −       | −       | −     | −                | −      | NC      |
| 1955   | Connaught Engineering | Connaught Type B | Alta 2.5 L4        | 1      | −     | −       | −       | −     | −                | −      | NC      |
| Gesamt | Gesamt                | Gesamt           | Gesamt             | 7      | −     | −       | −       | −     | −                | −      |         |

#### Einzelergebnisse
| Saison | 1 | 2   | 3 | 4  | 5   | 6  | 7   | 8  | 9 |
| ------ | - | --- | - | -- | --- | -- | --- | -- | - |
| 1952   |   |     |   |    |     |    |     |    |   |
|        |   |     |   | 16 |     |    | DNF |    |   |
| 1953   |   |     |   |    |     |    |     |    |   |
|        |   | DNF |   |    | DNF | 13 |     | NC |   |
| 1955   |   |     |   |    |     |    |     |    |   |
|        |   |     |   |    | DNF |    |     |    |   |

| Legende  | Legende            | Legende                                                          |
| Farbe    | Abkürzung          | Bedeutung                                                        |
| -------- | ------------------ | ---------------------------------------------------------------- |
| Gold     | –                  | Sieg                                                             |
| Silber   | –                  | 2. Platz                                                         |
| Bronze   | –                  | 3. Platz                                                         |
| Grün     | –                  | Platzierung in den Punkten                                       |
| Blau     | –                  | Klassifiziert außerhalb der Punkteränge                          |
| Violett  | DNF                | Rennen nicht beendet (did not finish)                            |
| Violett  | NC                 | nicht klassifiziert (not classified)                             |
| Rot      | DNQ                | nicht qualifiziert (did not qualify)                             |
| Rot      | DNPQ               | in Vorqualifikation gescheitert (did not pre-qualify)            |
| Schwarz  | DSQ                | disqualifiziert (disqualified)                                   |
| Weiß     | DNS                | nicht am Start (did not start)                                   |
| Weiß     | WD                 | zurückgezogen (withdrawn)                                        |
| Hellblau | PO                 | nur am Training teilgenommen (practiced only)                    |
| Hellblau | TD                 | Freitags-Testfahrer (test driver)                                |
| ohne     | DNP                | nicht am Training teilgenommen (did not practice)                |
| ohne     | INJ                | verletzt oder krank (injured)                                    |
| ohne     | EX                 | ausgeschlossen (excluded)                                        |
| ohne     | DNA                | nicht erschienen (did not arrive)                                |
| ohne     | C                  | Rennen abgesagt (cancelled)                                      |
| ohne     | keine WM-Teilnahme |                                                                  |
| sonstige | P/fett             | Pole-Position                                                    |
| sonstige | 1/2/3/4/5/6/7/8    | Punktplatzierung im Sprint-/Qualifikationsrennen                 |
| sonstige | SR/kursiv          | Schnellste Rennrunde                                             |
| sonstige | *                  | nicht im Ziel, aufgrund der zurückgelegten Distanz aber gewertet |
| sonstige | ()                 | Streichresultate                                                 |
| sonstige | unterstrichen      | Führender in der Gesamtwertung                                   |

### Le-Mans-Ergebnisse
| Jahr | Team                  | Fahrzeug        | Teamkollege   | Platzierung | Ausfallgrund |
| ---- | --------------------- | --------------- | ------------- | ----------- | ------------ |
| 1955 | Connaught Engineering | Connaught AL/SR | Eric Thompson | Ausfall     | Motorschaden |

### Einzelergebnisse in der Sportwagen-Weltmeisterschaft
| Saison | Team                  | Rennwagen       | 1   | 2   | 3   | 4   | 5   | 6   |
| ------ | --------------------- | --------------- | --- | --- | --- | --- | --- | --- |
| 1954   | Kenneth McAlpine      | Connaught AL/SR | BUA | SEB | MIM | LEM | RTT | CAP |
| 1954   | Kenneth McAlpine      | Connaught AL/SR |     | 15  |     |     |     |     |
| 1955   | Connaught Engineering | Connaught AL/SR | BUA | SEB | MIM | LEM | RTT | TAR |
| 1955   | Connaught Engineering | Connaught AL/SR | DNF |     |     |     |     |     |